# Euryglottis dognini
Euryglottis dognini is een vlinder uit de familie van de pijlstaarten (Sphingidae). De wetenschappelijke naam van de soort werd in 1896 gepubliceerd door Lionel Walter Rothschild.

## Beschrijving

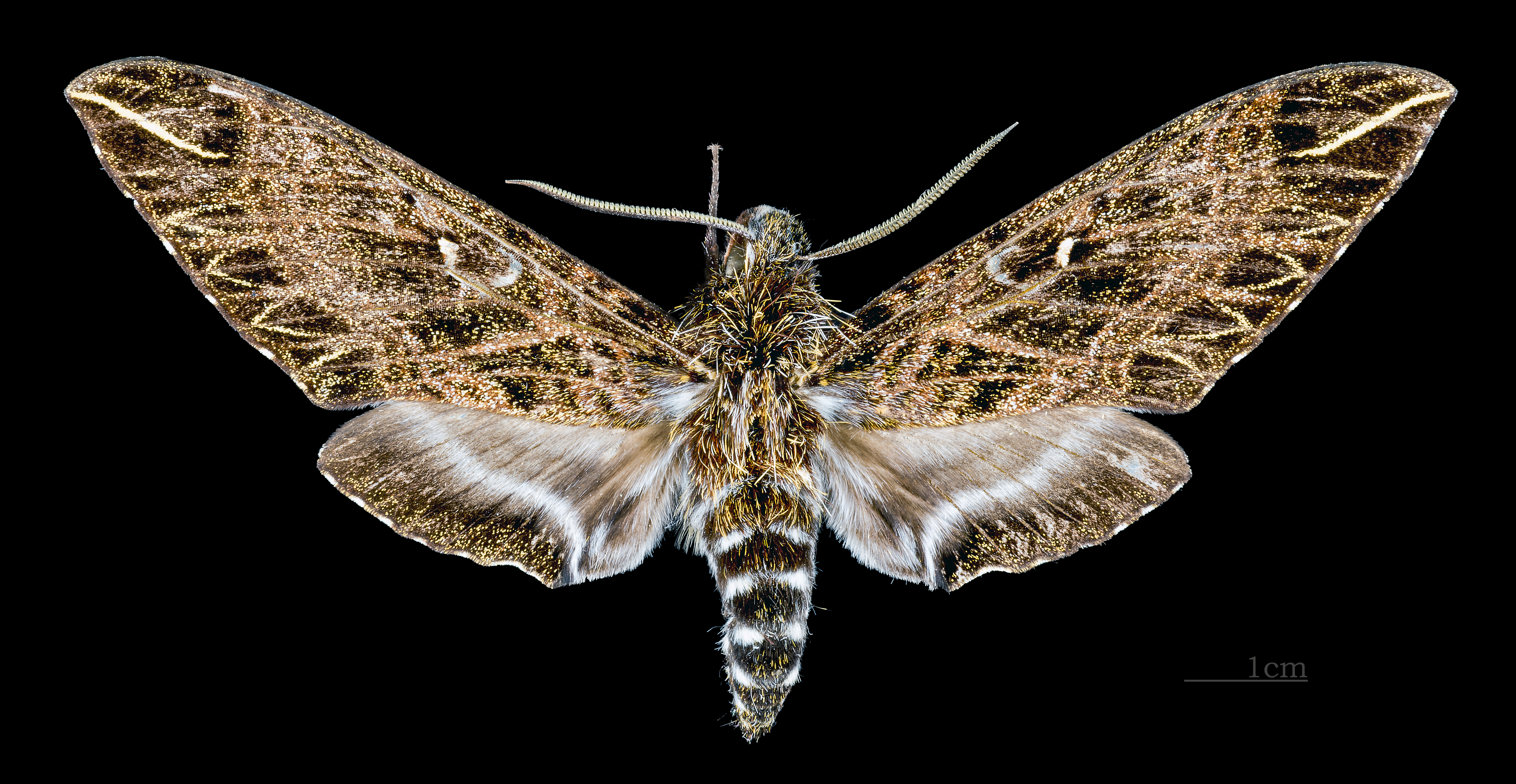
Euryglottis dognini   ♀
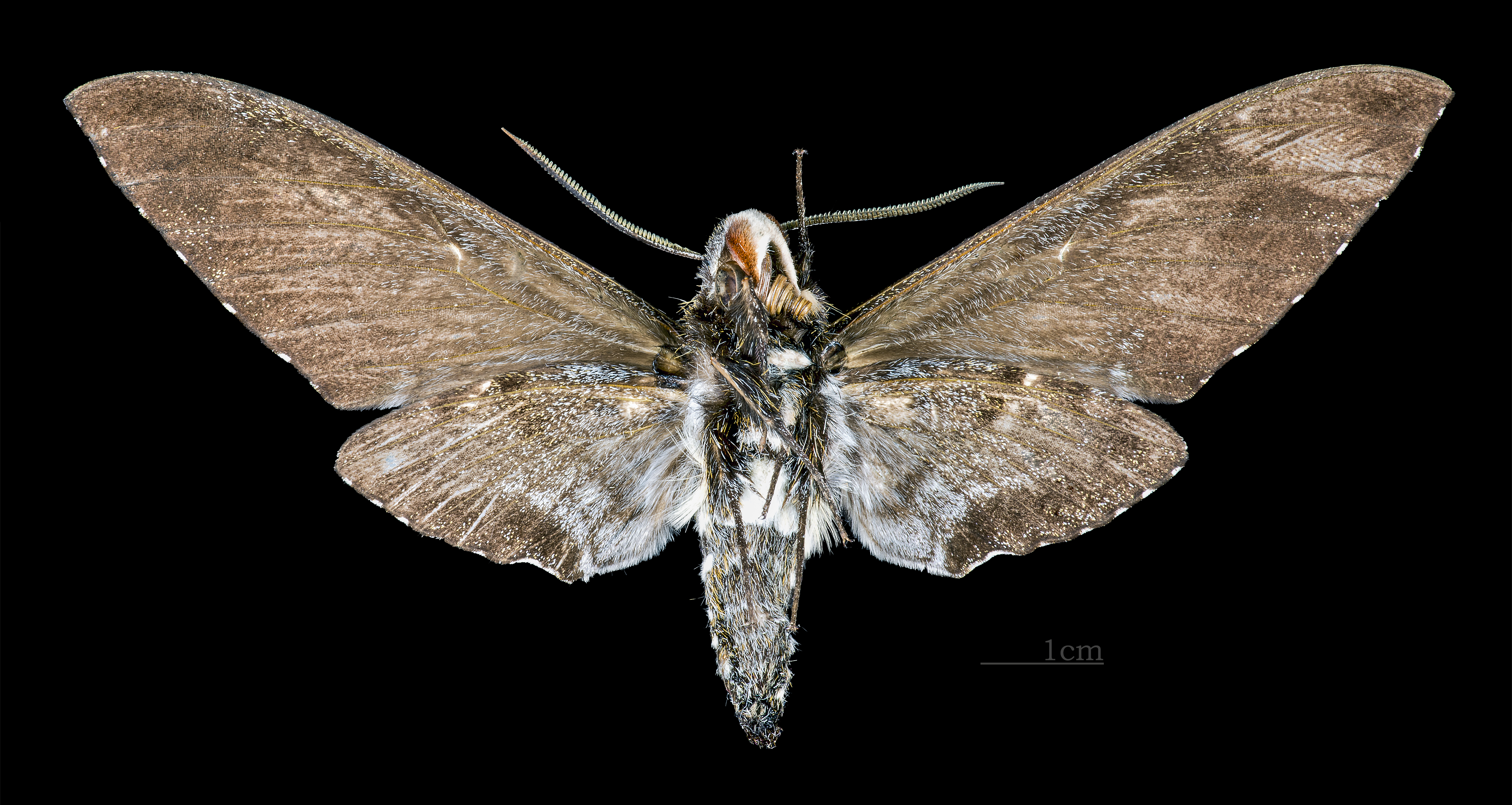
Euryglottis dognini  ♀ △